# Literary Guild
Le Literary Guild of America est un club de vente de livres par correspondance qui vend à ses membres des éditions, à faible coût, de livres courants.

## Histoire
Le Literary Guild a été fondée en 1927 par Samuel W. Craig et Harold K. Guinzberg comme concurrent du Book of the Month Club (en) créé l'année précédente. Craig affirme qu'à l'origine, la société a été incorporée en 1922 et qu'il l'a réincorporée en 1926 après avoir entendu parler du succès des clubs de lecture en Allemagne. En 1929, ils ont créé une filiale, la Junior Library Guild (en) qui existe toujours aujourd'hui.

## Mode de fonctionnement
Les livres sont sélectionnés par un comité de rédaction. Le président était Carl Van Doren (en). Les livres choisis sont imprimés dans des éditions spéciales identifiées par l'empreinte de la Literary Guild sur la page de titre. Ils sont publiés à la même date que les éditions commerciales. Les abonnés à la charte devaient recevoir douze livres par an à la moitié du prix des éditions commerciales pour une cotisation annuelle de dix-huit dollars.